# 细胞分化
细胞分化（英語：cellular differentiation）在发育生物学中，指的是在多细胞生物中，一个干细胞在分裂的时候，其子细胞的基因表達受到调控，例如DNA甲基化，变成不同細胞类型的过程。全能（totipotent）的受精卵在分裂到一定程度时，其子细胞就会开始向特定的方向分化，形成胎儿的肌肉，骨骼，毛发等器官。分化后的细胞在其结构，功能上都会出现差异，而且成为了所谓的“单能性”细胞（unipotent），就是其只能分裂得出同等细胞类型的子细胞。但是所有这些子细胞的基因组（genome）却是与“祖宗”的干细胞一样的。研究细胞分化对理解疾病的发生，如癌症的成因有着重要意义。

## 分化与特化
分化是指分生组织細胞發育成細胞、组织、器官、乃至整个个体，或者由其幼年至成熟的过程中，在生理上的、形态上的改变。此现象通常伴随着特化的现象。
特化（specialization）是指由于功能、潜能、适应力等方面的限制，导致细胞、组织、器官、乃至整个个体的结构上的改变，使得个体能针对某种功能具有更大的效益。这种特化的功能，在植物有时是可逆的，有时则不可逆。